# Багашвілі Спартак Леванович
Спартак Леванович Багашвілі (25 липня (7 серпня) 1914, Тифліс (нині Тбілісі) — 1 лютого 1977, Тбілісі, Грузинська РСР) — грузинський радянський актор. Народний артист Грузинської РСР (1963). Лауреат Сталінської премії першого ступеня (1941).

## Біографія
З 1935 працював професійним кіноактором. Успішним став дебют у головній ролі у фільмі «Арсен» (1937), що приніс йому популярність. Актор розкрив соціальну глибину характеру народного героя, його романтичну захопленість. Національна осетинська самобутність обдарування сприяла його успіхам і в інших героїко-романтичних ролях. В 1944 закінчив акторську школу при Тбіліської кіностудії.

## Фільмографія
1. 1937: Арсен — головна роль
2. 1938: Велика заграва — Георгій Гудушаурі
3. 1941: Каджао — дядько Вано
4. 1941: Вогні Колхиди — Тарас Джапарідзе
5. 1942 —  1943: Георгій Саакадзе — цар Луарсаб II
6. 1947: Колиска поета — Важа Пшавела
7. 1963: Білий караван — бригадир чабанів Ахлоурі
8. 1964: Тіні забутих предків — Юрко Мольфара
9. 1964: Закон гір
10. 1965: Я бачу сонце — Миха
11. 1965: Ніссо
12. 1966: Як солдат від війська відстав — трунар
13. 1967: Благання — Хавтісія
14. 1967: Ранкові дзвони — Джанкват
15. 1968: Колір граната — батько поета
16. 1969: Піросмані — Карачохвелі
17. 1970: Десниця великого майстра — Клалундаурі
18. 1970: Зірка мого міста
19. 1970: Старі млини
20. 1971: Перед світанком — князь
21. 1973: Викрадення місяця — Меборне
22. 1974: Стиглі грона
23. 1975: Колхідська балада